# Dociostaurus tartarus
Dociostaurus tartarus is een rechtvleugelig insect uit de familie veldsprinkhanen (Acrididae). De wetenschappelijke naam van deze soort is voor het eerst geldig gepubliceerd in 1921 door Stshelkanovtzev.